# Gonomyia multispicata
Gonomyia multispicata är en tvåvingeart som beskrevs av Alexander 1938. Gonomyia multispicata ingår i släktet Gonomyia och familjen småharkrankar. Inga underarter finns listade i Catalogue of Life.